# Алтин-Топкан (родовище)
Алтин-Топкан — родовище поліметалічних (свинцево-цинкових) руд у Середній Азії, Узбекистан.
Видобуток руд у цьому районі вівся з ІІІ-ІІ тис. до н. е.
В другій половині 20 століття на родовищі працював рудник Алтин-Топкан, що після переходу під управління Таджикистану також відомий як рудник Зарнісор.

## Також див.
Алмаликський гірничо-металургійний комбінат